# Arterias arcuatas
Las arterias arcuatas o arterias arciformes del riñón son arterias que se originan en las arterias interlobulares del riñón.

## Ramas
Se ramifican en las arterias interlobulillares y arteriolas rectas.

## Distribución
Distribuyen la sangre hacia el parénquima renal.